# 福井県立歴史博物館
福井県立歴史博物館（ふくいけんりつれきしはくぶつかん）は、福井県福井市大宮にある博物館。

## 概要
1984年（昭和59年）に福井県立博物館として開館した。当初は総合博物館として自然、歴史、民俗、産業に関する展示などを行なっていたが、自然分野に関する展示は2000年（平成12年）に開館した福井県立恐竜博物館に移管している。2002年4月から休館して展示内容の全てを入れ替え、2003年（平成15年）3月12日に改めて開館した。
『ふくいのモノとモノづくり』をテーマにした「歴史ゾーン」や｢トピックゾーン｣による展示のほか、博物館の収蔵庫をイメージした展示を行ない資料の整理や調査などの様子を見ることができる「オープン収蔵庫」や、映像資料などが見られる情報ライブラリーを備える。

## 施設
- 1階
  - エントランス
  - 情報ライブラリー
  - 講堂
  - 研修室
  - カフェ
- 2階
  - 歴史ゾーン
  - 昭和のくらし
  - ミュージアムシアター

## アクセス
- 北陸新幹線・ハピラインふくい線 福井駅から、京福バスを利用。
  - 38系統（大和田大学病院線）「県立歴史博物館前」下車。
  - 31系統（丸岡線（大名町経由））「幾久公園前」下車。
  - すまいるバス 北ルート（田原・文京方面）「宮前町」下車。
- えちぜん鉄道三国芦原線 西別院駅より約1 km。
- 福井鉄道福武線 田原町駅より約1.1 kｍ。
- E8 北陸自動車道 福井北JCT・ICより 国道416号経由、約6km。
- E67 中部縦貫自動車道 松岡ICより 国道416号経由、約7km。

## 周辺
- 幾久公園 - 県営地区公園。福井運動公園開設以前の総合運動公園であった。
- 福井県護国神社